# Joe Duplantier
Joseph „Joe” Duplantier (ur. 19 października 1976) – francuski wokalista, kompozytor, instrumentalista i autor tekstów.

## Kariera
Znany jest przede wszystkim z występów w grupie muzycznej Gojira, której jest współzałożycielem. W latach 1998–2005 był również aktywny w zespole Empalot, który to powstał jako projekt poboczny braci Duplantier. Z kolei w latach 2007-2008 był członkiem formacji Cavalera Conspiracy. W 2010 roku wystąpił gościnnie na płycie formacji Apocalyptica pt. 7th Symphony. Z kolei w 2011 roku wystąpił na albumie kanadyjskiego multiinstrumentalisty i wokalisty Devina Townsenda zatytułowanym Deconstruction.

## Życiorys
Został członkiem Sea Shepherd Conservation Society. Ma młodszą siostrę - Gabrielle, która jest fotografem oraz młodszego brata Mario, który także jest członkiem zespołu Gojira.
Żonaty, ma córkę.
Został weganinem.

## Instrumentarium
| - Jackson SLS guitar - Charvel Joe Duplantier Signature - EVH 5150 III amplifier head - EVH 5150 III 4x12 cab - Boss TU-2 |  | - Noise Supressor - cks and Strap - Dunlop .88mm tortex picks - DiMarzio ClipLock black strap |

## Dyskografia
| Album                                   | Rok  | Uwagi                                              | Źródło |
| --------------------------------------- | ---- | -------------------------------------------------- | ------ |
| Trepalium - Through the Absurd          | 2004 | gościnnie gitara w utworze "Savage"                | [ 11 ] |
| MyPollux - Contraires                   | 2006 | gościnnie śpiew w utworze "Coffre À Souhaits"      | [ 12 ] |
| Cavalera Conspiracy - Inflikted         | 2008 | członek zespołu                                    | [ 13 ] |
| Klone - All Seeing Eye                  | 2008 | gościnnie śpiew w utworze "All Seeing Eye"         | [ 14 ] |
| Apocalyptica - 7th Symphony             | 2010 | gościnnie śpiew w utworze "Bring Them to Light"    | [ 15 ] |
| Devin Townsend Project - Deconstruction | 2011 | gościnnie śpiew w utworze "Sumeria"                | [ 16 ] |
| The Atlas Moth - The Old Believer       | 2014 | gościnnie śpiew w utworze "Blood Will Tell"        | [ 17 ] |
| Trepalium - Voodoo Moonshine            | 2014 | gościnnie śpiew w utworze "Damballa's Voodoo Doll" | [ 18 ] |

## Filmografia
| Tytuł             | Rok  | Rola        | Uwagi                                           | Źródło |
| ----------------- | ---- | ----------- | ----------------------------------------------- | ------ |
| "Why You Do This" | 2010 | jako on sam | film dokumentalny, reżyseria: Michael Dafferner | [ 19 ] |

## Nagrody i wyróżnienia
| Rok  | Kategoria                      | Tytułem        | Nagroda                         | Nota      | Źródło |
| ---- | ------------------------------ | -------------- | ------------------------------- | --------- | ------ |
| 2016 | Dimebag Darrell Shredder Award | Joe Duplantier | Metal Hammer Golden Gods Awards | Nominacja | [ 20 ] |